# Harry A. Black

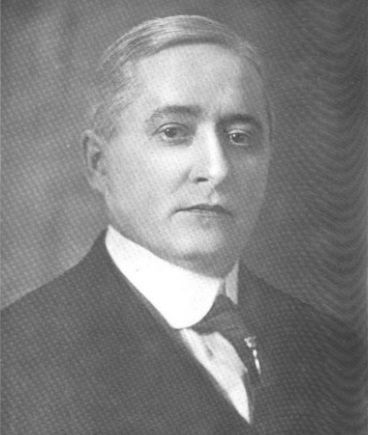
Harry A. Black

Harry Alonzo Black (* 22. November 1879 in Coventry, Vermont; † 9. April 1923 in Wells River) war ein US-amerikanischer Anwalt und Politiker (Republikanische Partei), der von 1919 bis 1923 Secretary of State von Vermont war.

## Leben
Harry Alonzo Black wurde als Sohn von Henry F. Black und Melvina S. Brooks in Coventry, Vermont geboren. Seine Ausbildung erhielt er an der Derby Academy und seine Zulassung zum Anwalt im Jahr 1903. Ab diesem Zeitpunkt arbeitete er in Newport als Anwalt. Als Assistent des Clerk des Repräsentantenhauses von Vermont war er von 1906 bis 1910 tätig.
Black war Stadtverordneter in Newport von 1918 bis 1920. Von 1919 bis 1923 war er Secretary of State von Vermont. Er gehörte der Glaubensgemeinschaft der Kongregationalisten an und war aktives Mitglied der Freimaurer.
Am 30. Mai 1905 heiratete Harry A. Black Jane Marion Gates in Newport. Das Paar hatte 2 Söhne.  Black starb während seiner Amtszeit als Secretary of State am 9. April 1923 in Wells River an den Folgen eines Zugunfalls. Black war nach längerer Krankheit auf dem Weg von Newport nach Montpelier, als er beim Zugwechsel Gleise überquerte, fiel er hin und wurde von einem anrollenden Zug erfasst. Dieser näherte sich so schnell, dass anwesenden keine Zeit blieb, Black zu retten. Bei dem Unfall war Orlando L. Martin, der Sprecher des Repräsentantenhauses von Vermont Augenzeuge. Er wurde auf dem East Main Street Cemetery in Newport (Vermont) bestattet.